# 629 Bernardina
629 Bernardina è un asteroide della fascia principale del diametro medio di circa 30,1 km. Scoperto nel 1907, presenta un'orbita caratterizzata da un semiasse maggiore pari a 3,1328329 UA e da un'eccentricità di 0,1594999, inclinata di 9,32683° rispetto all'eclittica.
L'origine del suo nome è sconosciuta.